# Skattfyndet från Nora

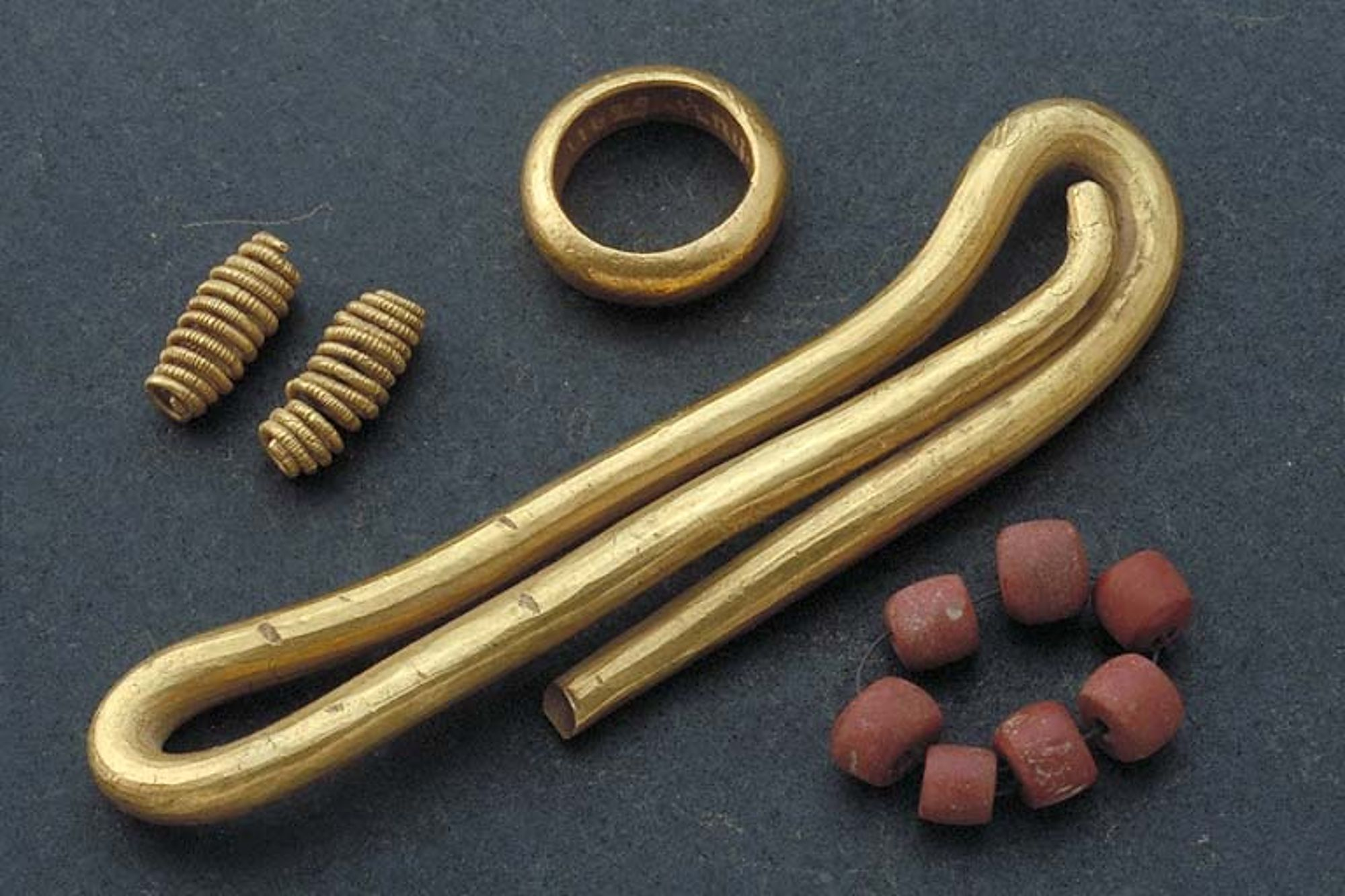
Föremålen från Nora

Skattfyndet från Nora är en guldskatt från äldre järnåldern som hittades på en åker i Hornön, Nora socken, Ångermanland.
Skatten hittades av torparen Olof Dalén från Hornön vid plöjning på ungefär två fots djup åren 1902 och 1914. Fyndplatsen ligger nära havsstranden, några hundra meter från Majorsviken, i ett område med enstaka fornlämningar (däribland stensättningar).
Skattfyndets guldföremål väger sammanlagt 173 gram. 
I fyndet ingår en hamrad omböjd guldten som man huggit av stycken från (möjligen en halsring), två spiralpärlor tillverkade av rullade strierade guldtrådar samt en tjock och bred fingerring med kupig utsida. Möjligen har fingerringen använts som viktlod i en vågskål. Stilmässigt går smyckena att datera till äldre järnåldern (romersk järnålder eller folkvandringstid). 
I skatten ingår även sju glaspärlor, röda och ogenomskinliga, som ofta bars av kvinnor under vendeltiden efter östromerskt mode. Därför är det osäkert när exakt skattfyndet placerats i marken.

## Fyndet idag
Skattfyndet köptes in från torparen för 480 kronor och förvaras idag på Statens historiska museum, där det finns utställt i Guldrummet i monter 4.
Fyndplatsen var en åkermark som idag är bebyggd med ett hus. Vid en arkeologisk metalldetektorundersökning vid gården hittades inget mer som var samtida med skattfyndet.